# Cophyla karenae
Espèce
Statut de conservation UICN

 CR B1ab(iii) : 
En danger critique
Synonymes
- Platypelis karenae Rosa, Crottini, Noel, Rabibisoa, Raxworthy & Andreone, 2014

Cophyla karenae est une espèce d'amphibiens de la famille des Microhylidae.

## Répartition et habitat
Cette espèce est endémique de la région Atsinanana à Madagascar. Elle se rencontre dans la réserve naturelle intégrale de Betampona entre 250 et 550 m d'altitude.
Elle vit sur les feuilles de Pandanus et Crinum près des cours d'eau.

## Description
Les mâles mesurent de 16,1 à 17,4 mm et les femelles de 16,7 à 18,3 mm.

## Étymologie
Cette espèce est nommée en l'honneur de Karen L. M. Freeman.

## Publication originale
- Rosa, Crottini, Noel, Rabibisoa, Raxworthy & Andreone, 2014 : A new phytotelmic species of Platypelis (Microhylidae: Cophylinae) from the Betampona Reserve, eastern Madagascar. Salamandra, vol. 50, no 4, p. 201–214.